# Хаджигригорова къща
Хаджигригоровата къща се намира в Етрополе. Построена е през 1834 г.
Състои се от помещение с огнище и две соби от двете му страни. В нея има стенни долапи, зидана печка, баня в голямата соба и просторен килер. Пространствено изграждане е обогатено чрез издадената напред централна част на чардака. Архитектурният детайл по колонки и врати е разработен художествено. Тя е представител на тетевенската тип къща.